# Liriomyza admiranda
Liriomyza admiranda este o specie de muște din genul Liriomyza, familia Agromyzidae, descrisă de Spencer în anul 1981.
Este endemică în California. Conform Catalogue of Life specia Liriomyza admiranda nu are subspecii cunoscute.